# Poor Re-Touring Me
Poor Re-Touring Me è il decimo tour del gruppo musicale statunitense Metallica che si è svolto tra il 2 aprile 1998 ed il 22 aprile 1999 con 74 spettacoli. Il nome deriva dal brano Poor Twisted Me del disco Load.
Il doppio album dal vivo e DVD S&M è stato registrato a Berkeley, nelle date del 21 e 22 aprile 1999.

## Scaletta
1. So What (cover degli Anti-Nowhere League)
2. Master of Puppets
3. King Nothing
4. Sad but True
5. Fuel
6. The Memory Remains
7. Bleeding Me
8. Nothing Else Matters
9. Until It Sleeps
10. For Whom the Bell Tolls
11. Wherever I May Roam
12. One
13. Kill/Ride Medley
  1. Ride the Lightning
  2. No Remorse
  3. Hit the Lights
  4. The Four Horsemen
  5. Seek & Destroy
  6. Fight Fire with Fire
14. Low Man's Lyric (Versione acustica)
15. The Four Horsemen (Versione acustica)
16. Motorbreath (Versione acustica)
17. Creeping Death
18. Enter Sandman
19. Battery